# Mareme Faye
Mareme Faye là một vận động viên bơi lội người Sénégal.  Tại Thế vận hội Mùa hè 2012, cô đã thi đấu ở nội dung 100 mét tự do nữ, hoàn thành ở vị trí thứ 46 chung cuộc, không thể vào vòng bán kết.